# 比亞瓜伊縣

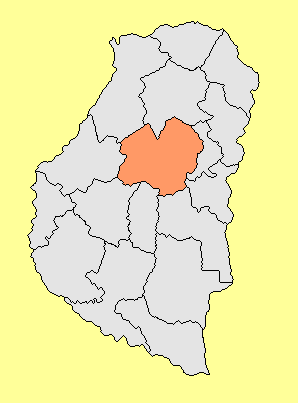

比亞瓜伊縣（西班牙語：Departamento Villaguay），是阿根廷的縣份，位於該國東北部恩特雷里奧斯省，首府設於比亞瓜伊，面積6,753平方公里，2010年人口48,965，人口密度每平方公里7.25人。
31°51′51″S 59°1′37″W / 31.86417°S 59.02694°W